# تشارلي رودس
تشارلي رودس (بالإنجليزية: Charlie Rhodes)‏ هو لاعب كرة قاعدة أمريكي، ولد في 7 أبريل 1885 في كاني في الولايات المتحدة، وتوفي بنفس المكان في 26 أكتوبر 1918.

## وصلات خارجية
- تشارلي رودس على موقعبيزبول رفرنس.كوم (الدوري الرئيسي) (الإنجليزية)
- تشارلي رودس على موقعبيزبول رفرنس.كوم (الدوري الثانوي) (الإنجليزية)